# John Thomas (scultore)
John Thomas (Chalford, 1813 – Londra, 9 aprile 1862) è stato uno scultore e architetto inglese, che lavorò a Buckingham Palace e al Palazzo di Westminster.

## Biografia
John Thomas nacque a Chalford, nel Gloucestershire. Apprendista di uno scalpellino dopo essere rimasto orfano, si trasferì poi a Birmingham dove suo fratello maggiore William era architetto, che in seguito si trasferì in Canada per proseguire la sua carriera. Fu notato da Charles Barry che subito impiegò John Thomas come intagliatore di pietra e legno alla Birmingham Grammar School (ora demolita), la sua prima collaborazione con Augustus Welby Northmore Pugin. Barry lo nominò poi sovrintendente della scultura in pietra al Palazzo di Westminster a Londra, ruolo nel quale fu responsabile della fornitura di sessanta statue di re e regine inglesi, comprese quelle nelle nicchie dell'atrio centrale del palazzo.

## Opere

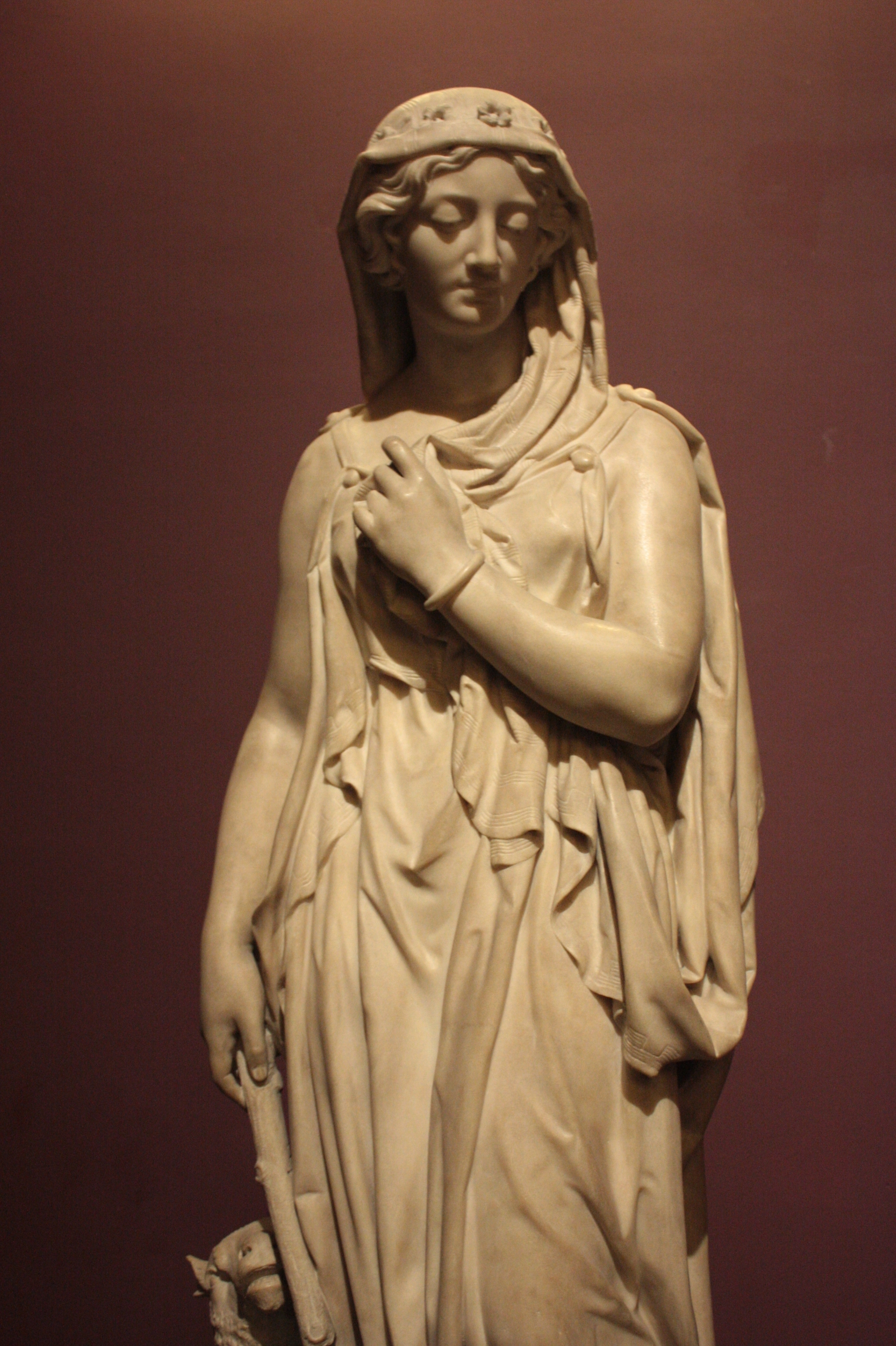
Rachel by John Thomas, 1856, Victoria and Albert Museum

L'opera di Thomas 'Charity' fu mostrata alla Grande Esposizione di Londra del 1851, e poi adattata per formare un memoriale nella Christ Church, Chalford, dedicato a suo fratello Richard che morì nel 1852. La sua ultima opera fu la colossale statua di William Shakespeare esposta alla Grande esposizione di Londra del 1862. Una disputa sulla sua collocazione accelerò la sua morte nell'aprile 1862 e fu sepolto nel Kensal Green Cemetery, Londra. La sua massiccia fontana Vittoriana in maiolica (30 piedi di altezza e 40 piedi (12 m) di diametro), anch'essa esposta alla mostra del 1862, fu collocata all'esterno del V&A Museum of Childhood finché non fu demolita nel 1926.

### Altri lavori
- Dodici grandi draghi che ornano i soffitti di due grandi saloni al Brighton Pavilion, realizzati per la grande riapertura, 1851.[2]
- Una replica della Bristol High Cross,[3] eretta nel 1851.[4]
- Otto statue allegoriche alla stazione ferroviaria di Euston del 1847 che rappresentano le città servite dalla linea: Londra, Liverpool, Manchester, ecc.
- Statua di Hugh Myddelton a Islington Green, Londra.[5]
- Statua di Godiva, conservata al Maidstone Museum & Art Gallery[6]
- La Fontana di Atlante a Castle Howard
- Quattro leoni britannici a ciascun angolo del Ponte Britannia che attraversa lo Stretto di Menai tra l'isola di Anglesey e la terraferma del Galles
- Ampi fregi e figure di pennacchi per la Lloyds Bank, Bristol[7]
- Sculture e statue sul Municipio di Halifax,[8] create circa nel 1860 – 1862 in collaborazione con Edward Middleton Barry su progetto di Charles Barry. Thomas scolpì tre statue per la torre, ma morì prima di completare la quarta, che fu supervisionata da un altro artista su suo progetto.
- Modello in scala in gesso a grandezza naturale (al Canterbury Heritage Museum dal 2013) e bronzo (permanentemente alla Camera dei lord) di Stephen Langton. Uno dei 17 modelli in scala per 17 bronzi raffiguranti i presenti alla firma della Magna Carta.
- Boadicea[9] 1855 Y Gaer[10]
- Joseph Sturge Memorial, Birmingham (Eretto dopo La Morte di Thomas) - statua dedicata a Joseph Sturge, politico, attivista e abolizionista britannico.
- Timpano sopra la porta principale del municipio di Leeds[11]

### Lavori come architetto
- Headington Hill Hall[12]
- Somerleyton Hall[13]
- Brandon railway station (1845)[14][15]

## Galleria di dipinti

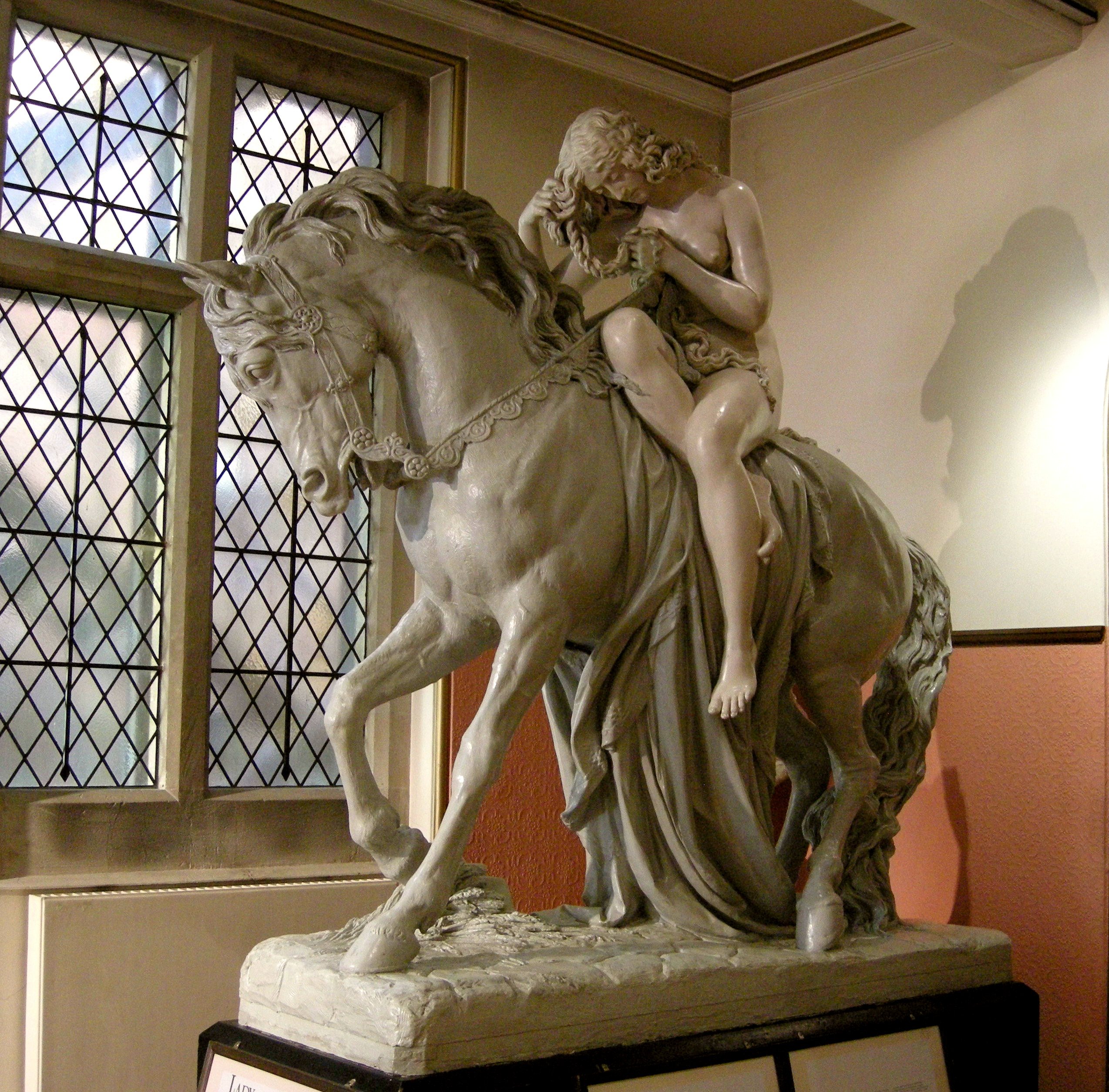
Lady Godiva al Maidstone Museum
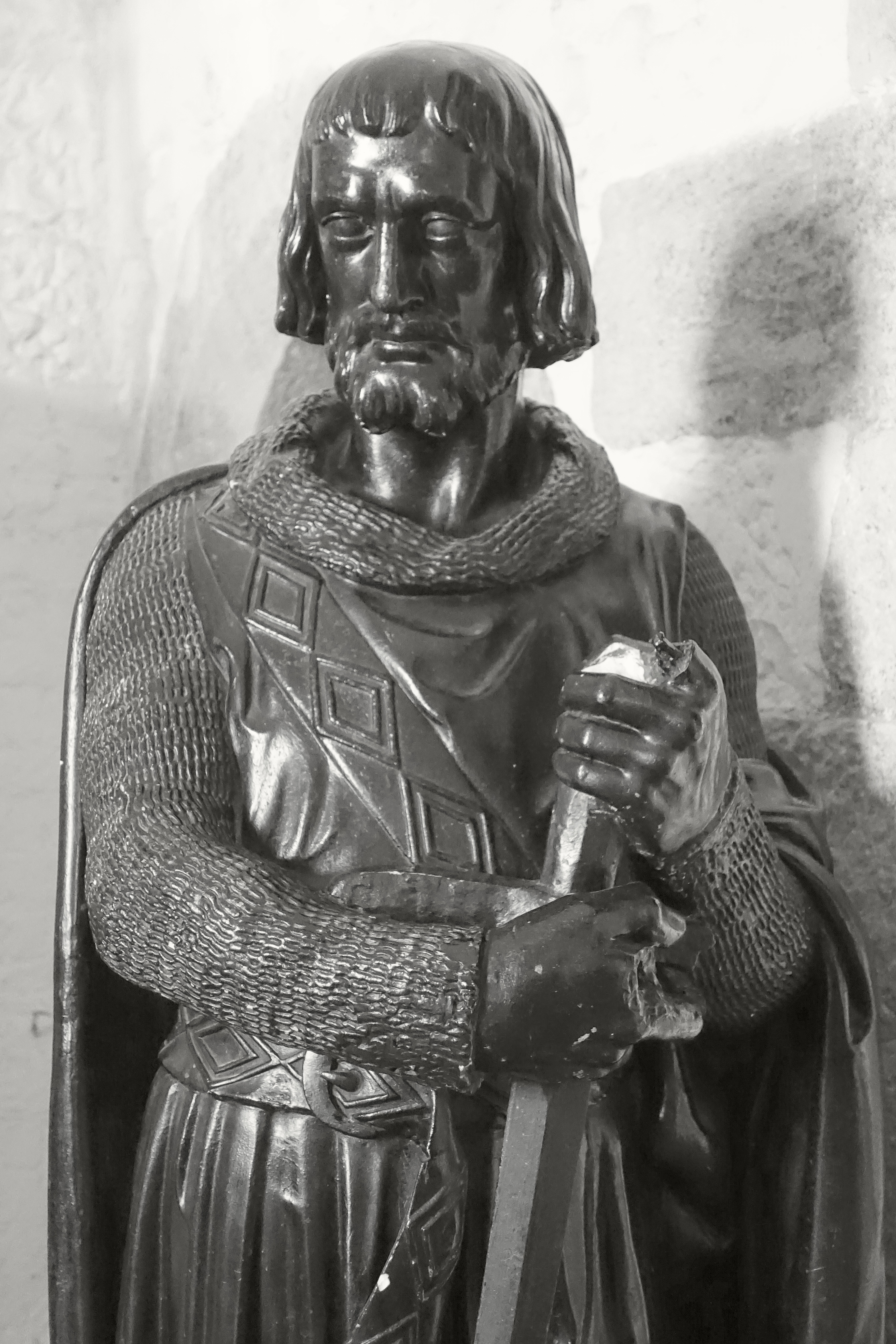
Guglielmo Longespée, III conte di Salisbury
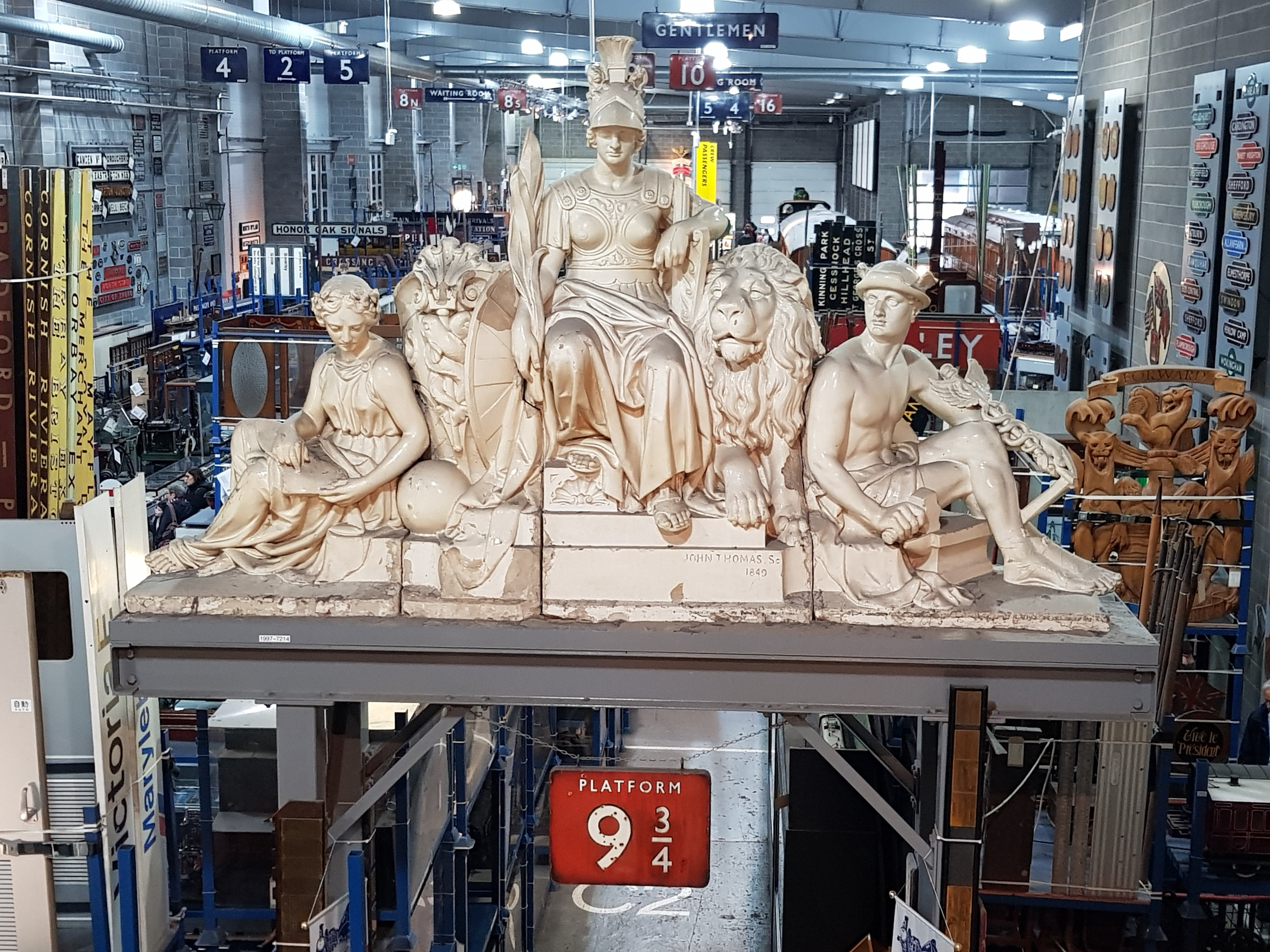
Britannia, National Railway Museum, York
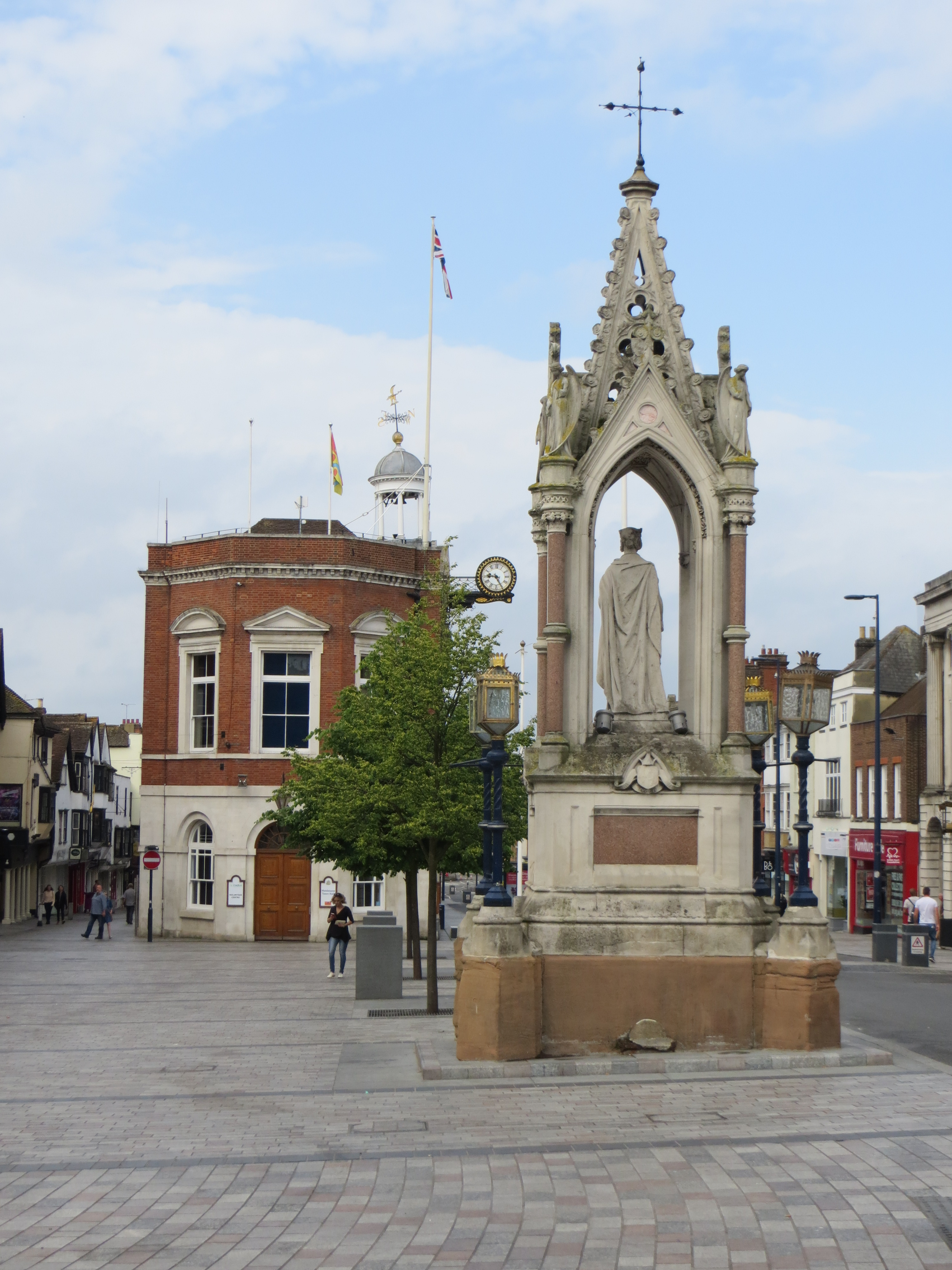
Monumento della regina, Maidstone, Kent
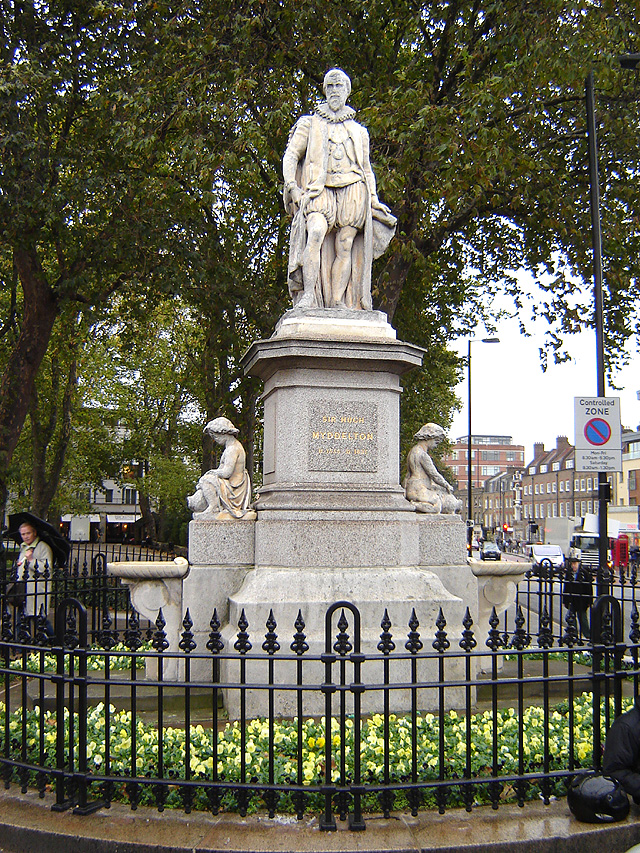
Statua di Hugh Myddelton a Islington Green
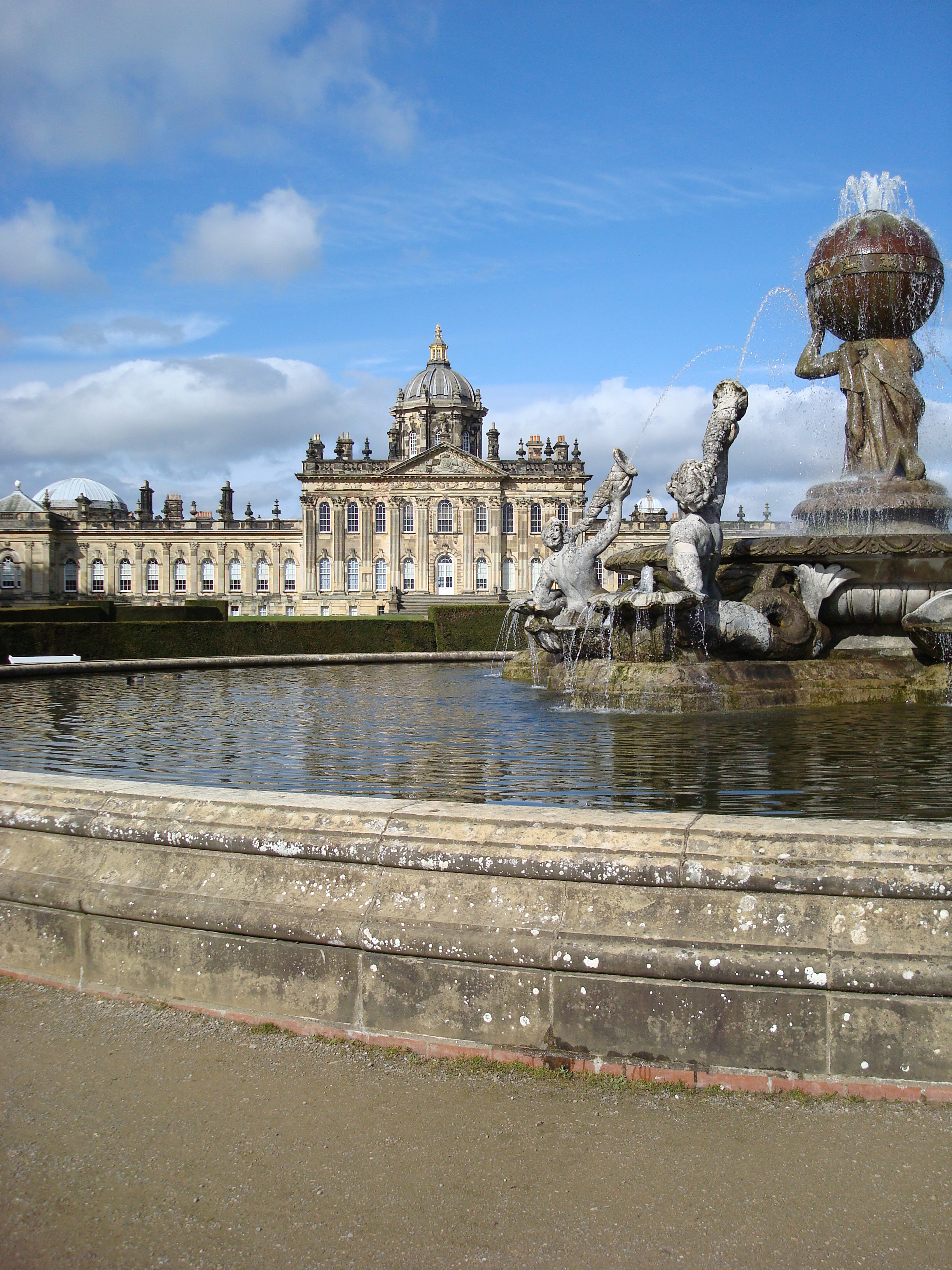
Fontana di Atlante al Castello di Hawarden
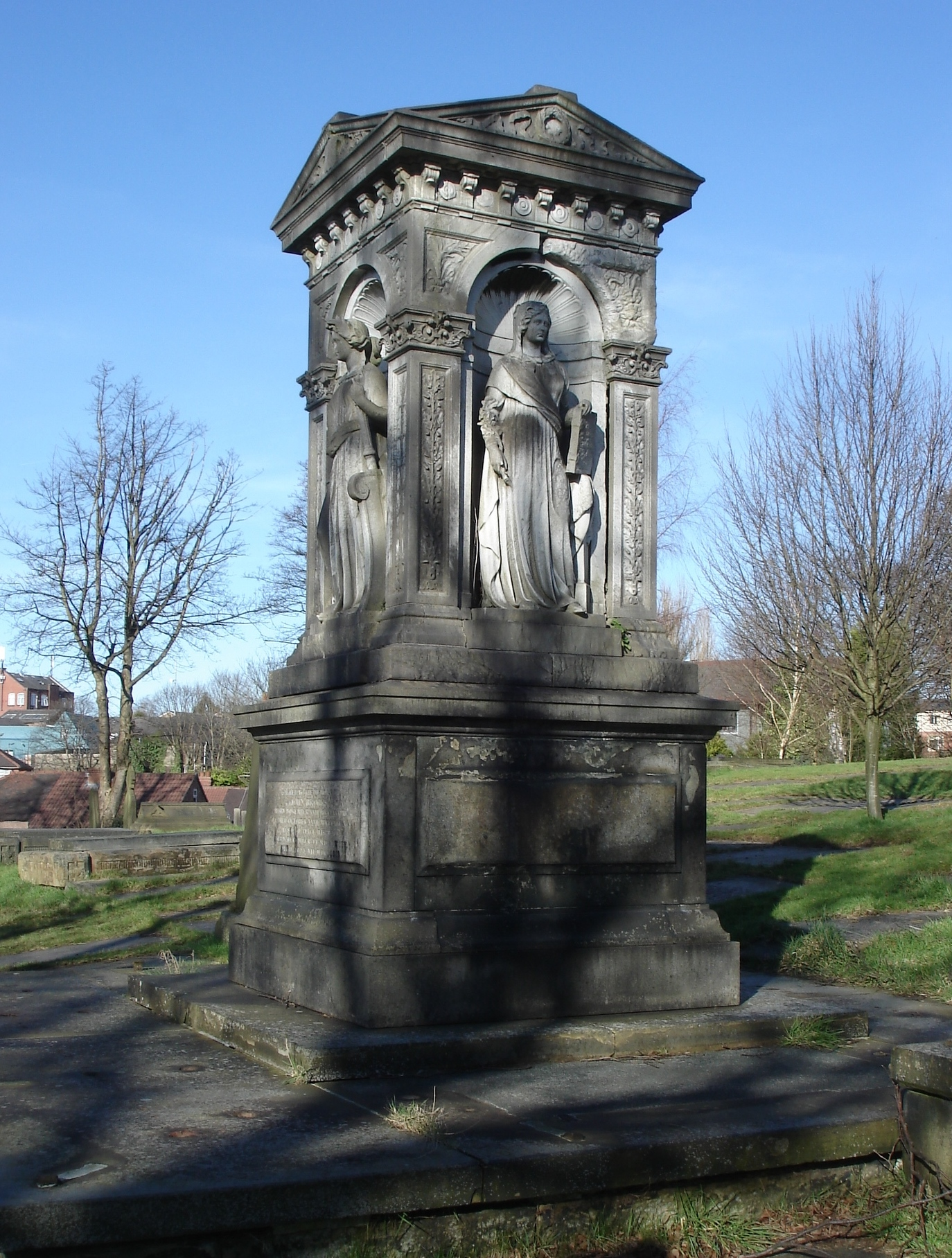
Monumento a John Brooks, chiesa di Prestwich, 1849
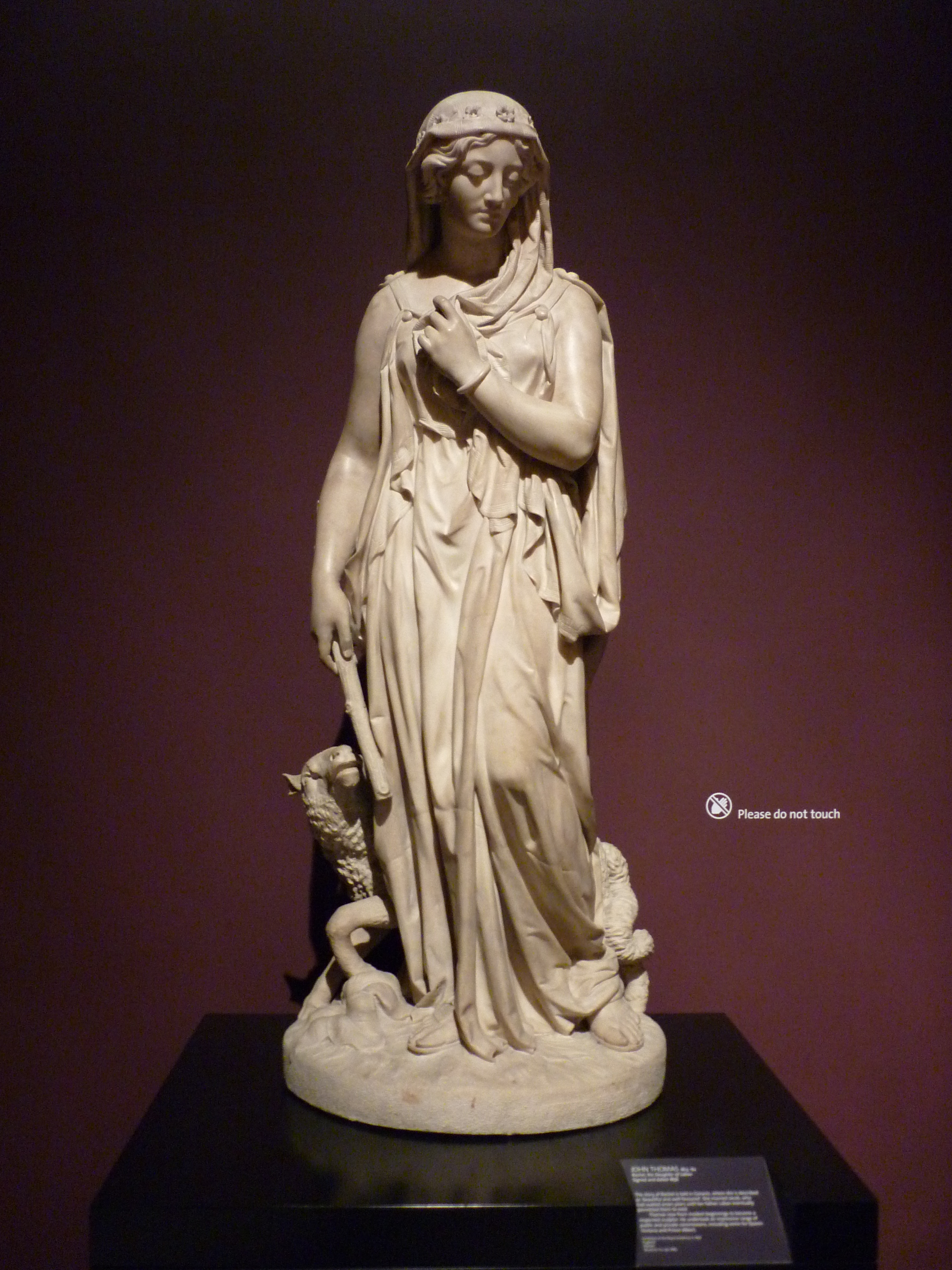
Rachele figlia di Labano. 1856. Victoria and Albert Museum
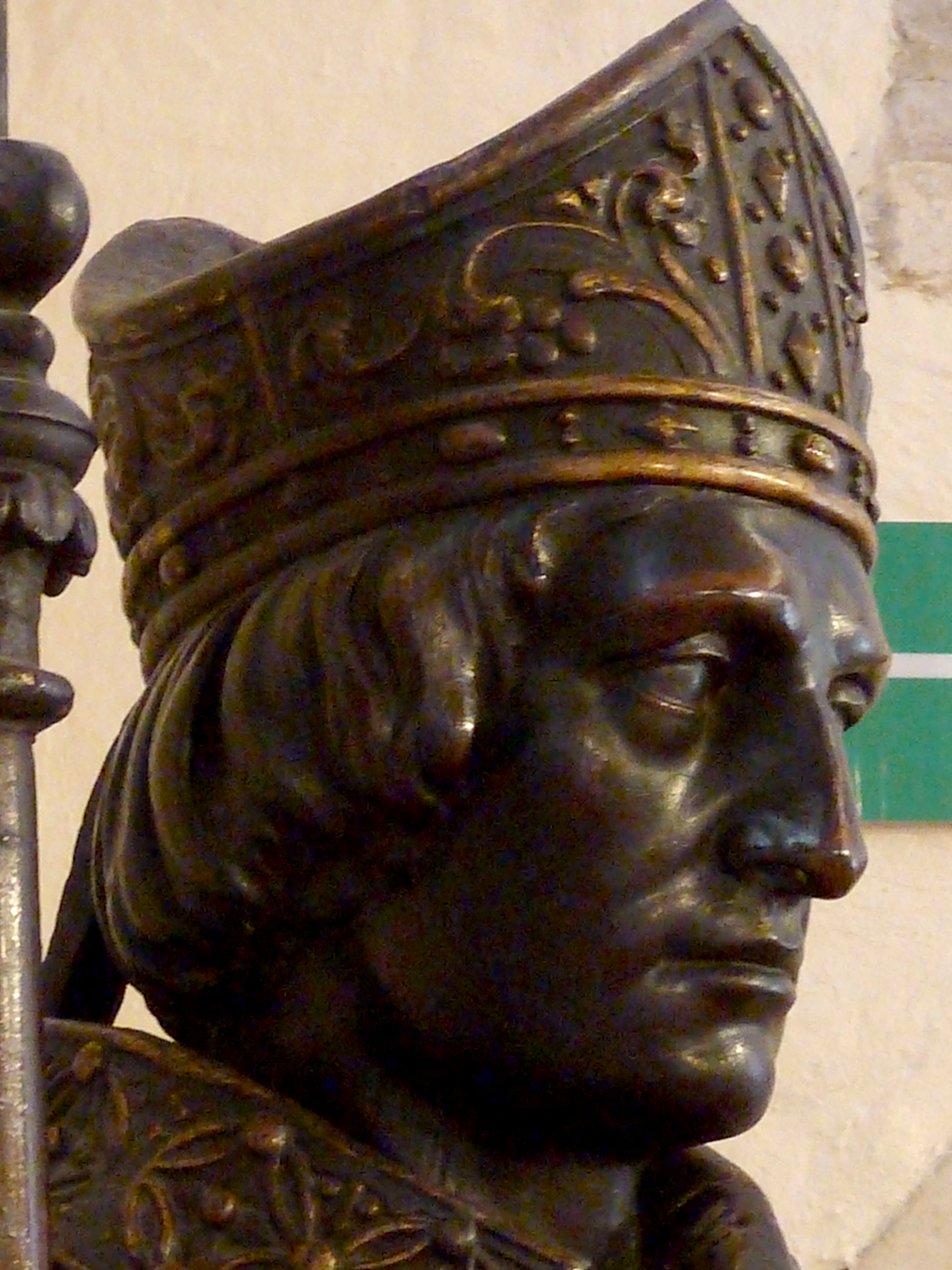
Testa di Stephen Langton. Parte del modello in scala per un bronzo che è ora nella Camera dei lord.
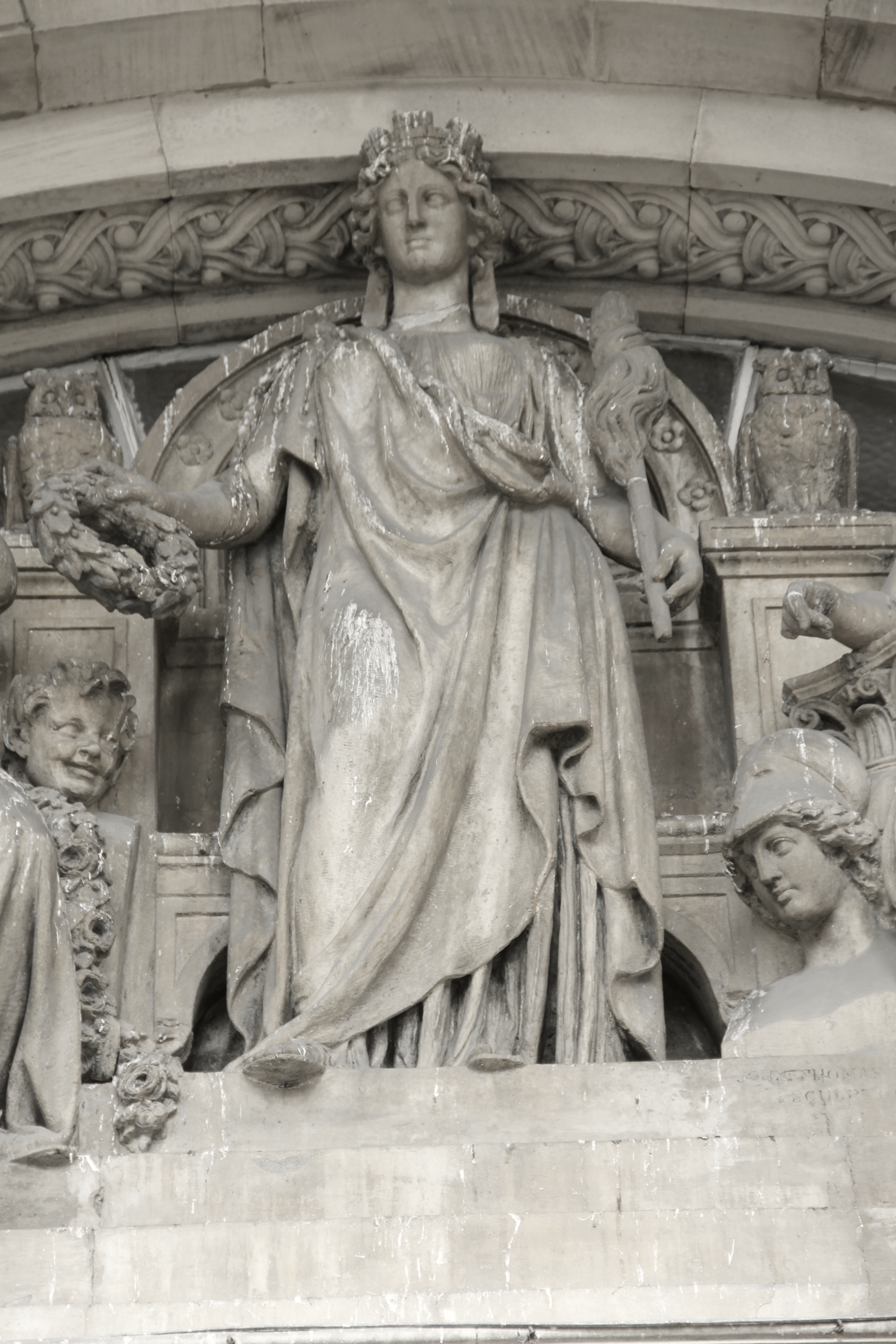
Figura di Atena sul municipio di Leeds
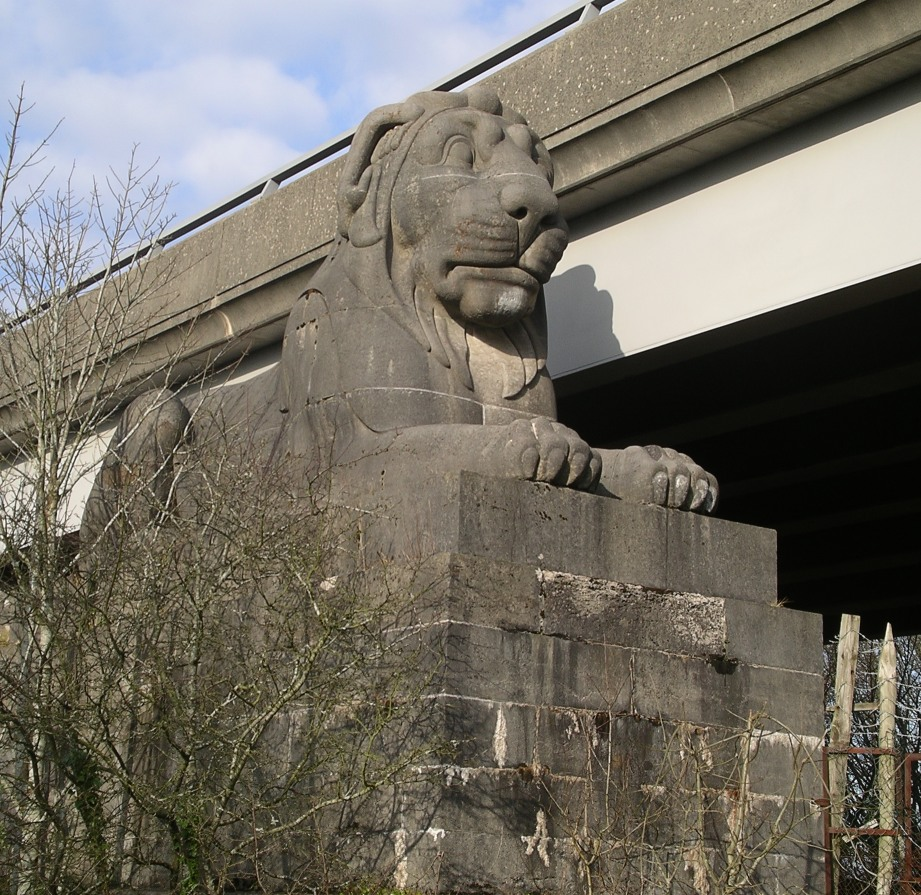
Uno dei quattro leoni scolpiti da John Thomas che si trovano ad ogni angolo del Britannia Bridge che attraversa lo Stretto di Menai